# Manilkara zapota
El chicle o chicozapote (Manilkara zapota, antes llamado Achras zapota o Sapota zapotilla) es un árbol de la familia de las sapotáceas, originario de América Central y América del Sur tropical. También es conocido coloquialmente como ácana o níspero. Fue introducido en Filipinas durante la colonización española. A partir de entonces, se extendió por Asia y crece en grandes cantidades en India, Tailandia, Malasia, Camboya, Indonesia o Bangladés, lugares donde el fruto es muy popular y se conoce como chikoo. La palabra zapote es de origen náhuatl: tzapotl, nombre que se les daba a los frutos de forma esférica y semillas grandes. 
La palabra chicle también es de origen náhuatl chictli/tzictli. En maya es sicte, árbol sagrado del chicozapote. Por su sabor dulce y aromático, numerosos pueblos amerindios utilizaban la goma para mascar, conocida como chicle (del náhuatl tzictli) que es un polímero gomoso que se obtiene de la savia del árbol. En otras partes de Latinoamérica y en España es sinónimo de goma de mascar; si bien la mayoría de las actuales emplean una base de plástico neutro, el acetato polivinílico. Hasta hace relativamente poco tiempo el chicle utilizaba aún esta savia como material. Un sustituto del chicle también se puede obtener de la piel de vacuno.

## Clasificación y descripción
Pertenece a la familia de la Sapotaceae, es un árbol perennifolio, de un gran porte, de 25 a 35 m de altura con un diámetro de hasta 1.25 m. Hojas dispuestas en espiral, aglomeradas en las puntas de las ramas, simples, elípticas a oblongas, margen entero. Tronco recto, acanalado en la parte inferior. Corteza profundamente fisurada, formando piezas más o menos rectangulares, con un abundante exudado lechoso blanco y pegajoso, muy amarga y astringente. Flores solitarias axilares, a veces aglomeradas en las puntas de las ramas, dulcemente perfumadas; sépalos pardo verdosos, corola tubular de color blanco. Fruto tipo baya de 5 a 10 cm de diámetro, cáscara café y áspera, pulpa carnosa y jugosa, muy dulce. Los frutos inmaduros tienen cierta cantidad de látex en su interior. El fruto contiene normalmente 5 semillas de color negro, brillantes, con el hilo blanco visible en el borde.

## Distribución
Se encuentra desde la vertiente del Golfo de México, desde el este de San Luis Potosí, el norte de Veracruz y Puebla hasta la Península de Yucatán y en la vertiente del Océano Pacífico, desde Nayarit hasta Chiapas, hasta la selva tropical en el departamento de Chocó en el pacífico colombiano y la región caribeña de Colombia, su distribución se encuentra en los departamentos de Antioquia, Valle del Cauca, Norte de Santander y Santander, Venezuela, en estados de Brasil y provincias de Ecuador .
Debido a que fue distribuido desde tiempos antiguos su origen exacto no es muy claro. Se cree que es originario del sur de México y América Central. Posteriormente, fue llevado a las Antillas y al resto del mundo tropical. Es abundante en la zona del Petén de Guatemala, donde es común encontrar hasta 50 árboles silvestres adultos por hectárea. Ha sido plantada extensamente principalmente por sus frutos en muchos países del Nuevo y Viejo Mundo, sobre todo en China, la India, Indonesia, Tailandia, Filipinas, Malasia, Sri Lanka, Vietnam, Laos, Venezuela, México, Guatemala y Estados Unidos. En el sureste de Asia, es una especie común tanto en jardines y huertos como en plantaciones.

## Hábitat
Es un componente importante de los bosques tropicales cálidos, húmedos y subhúmedos. Crece y desarrolla en sitios de 0 a 1200 m, con temperaturas medias de 26 °C, máximas de 37 °C y mínimas de 15 °C, y precipitaciones de 750 a 2700 mm. No es muy exigente en suelos, crece en suelos calizos, rocosos, arenosos, arcillosos, salinos e infértiles, aunque las mejores producciones se logran en suelos francos, profundos, bien drenados y ricos en materia orgánica. En bosques caducifolios, está restringida a suelos húmedos. Prospera en terrenos escarpados, planos o ligeramente inclinados, cañadas, acahuales, potreros, planicies inundadas y vega de ríos.

## Estado de conservación
Nativa de México y Centroamérica. Cultivada. Silvestre. Las poblaciones silvestres son "castradas" para extraer el látex de la corteza. Es abundante en la zona del Petén de Guatemala, donde es común encontrar hasta 50 árboles silvestres adultos por hectárea. No se encuentra bajo ninguna categoría de protección de acuerdo a la norma 059 de la Secretaría de Medio Ambiente y Recursos Naturales (SEMARNAT) de México.

## Recolección

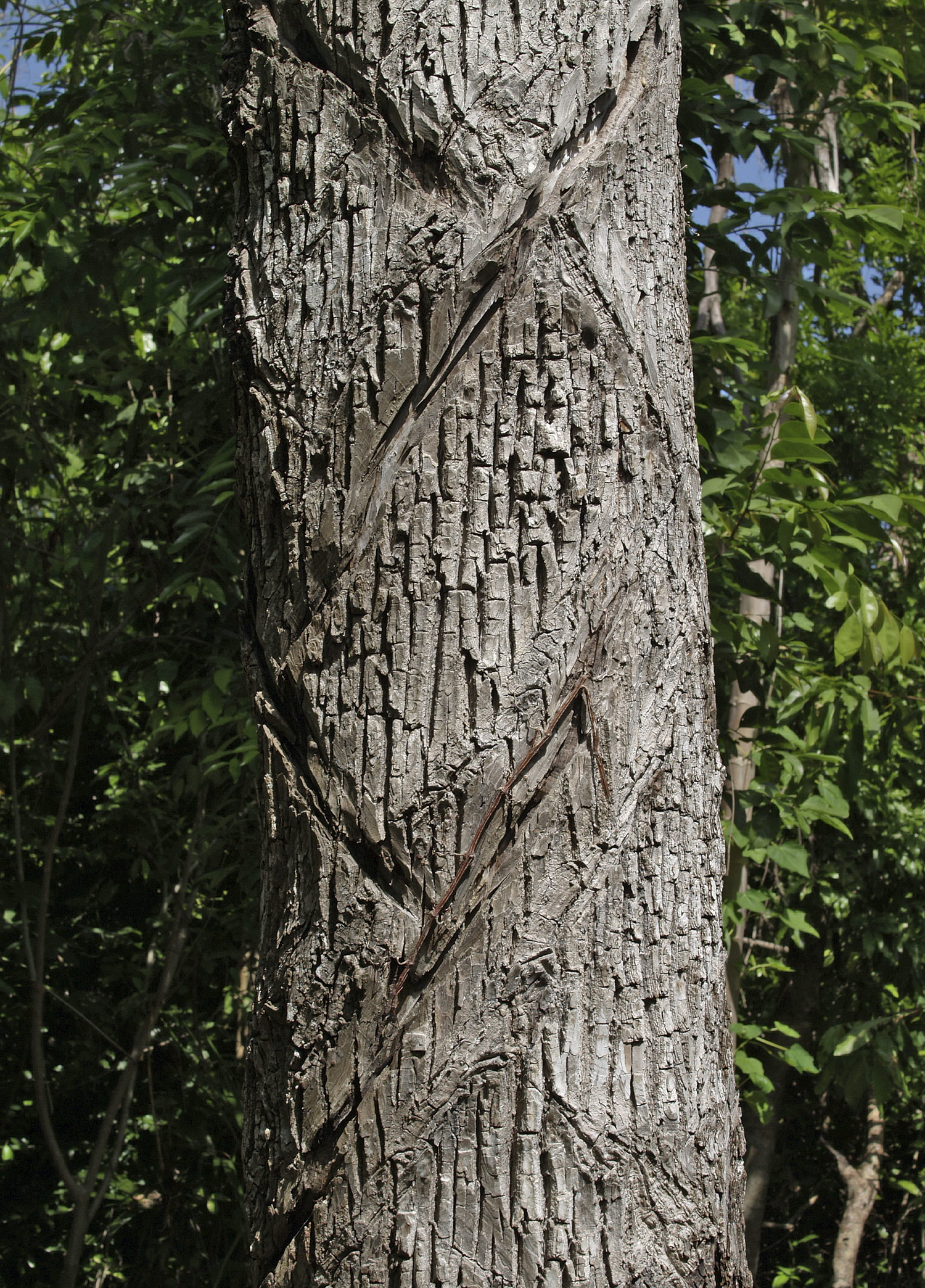
Corteza con incisiones usadas para la extracción del látex en Quintana Roo, México.

El proceso de la recolección del chicle se asemeja mucho al que se utilizaba para extraer el caucho de la Hevea brasiliensis.
Entre julio y febrero, en la estación lluviosa, el tronco del árbol se marca por la mañana con cortes de machete poco profundos y en zigzag, para que la savia mane por los cortes y se deposite en bolsitas colocadas a ese efecto; por la tarde, los chicleros recogen el kilogramo y medio (aproximadamente) de savia que ha brotado y lo transportan a plantas de procesamiento.
Manilkara zapota no se explota hasta que alcanza los 25 años, y, puesto que necesita cicatrizar la escarificación de los cortes antiguos, sólo puede drenarse cada árbol una vez cada dos o tres años. Asimismo, las posibilidades de explotación no son indefinidas. La demanda de chicle creció enormemente a lo largo del siglo pasado, lo que condujo a la utilización de otras especies parecidas (la balatá, M. bidentata, y la Mimusops globosa). Hoy en día se emplean preferentemente productos a base de petróleo en lugar de resinas naturales.

## Industrialización
Antonio López de Santa Anna, tras haber sido depuesto del gobierno mexicano por la revolución liderada por Juan Álvarez, se exilió en los Estados Unidos. Mientras vivía en Staten Island, Nueva York, se hizo llevar un cargamento de chicle natural, al que era muy aficionado. Un conocido suyo, el industrial e inventor Thomas Adams concibió el proyecto de utilizar el material como sustituto del caucho, que alcanzaba precios estratosféricos para la época.
Sin embargo, la resina del M. zapota se mostró demasiado blanda para ese fin, y Adams perdió grandes cantidades de dinero en el proceso, después de haber intentado emplearla para hacer neumáticos de bicicleta, juguetes, botas de lluvia y máscaras. La afición del general López de Santa Anna a mascar el material le sugirió la idea de comercializarlo como sustituto de la parafina, que la gente joven usaba para mascar por ese entonces. En 1869 obtuvo una patente para la goma de mascar, y dos años más tarde comenzó a comercializarla en masa bajo la marca Adams New York Chewing Gum. En 1875 tuvo la idea de mezclar el producto con jarabe de arce y regaliz para darle sabor.
El sabor de menta, tan popular actualmente, no se introdujo hasta 1880; en ese año, William White fabricó la primera goma con ese sabor bajo la marca Yucatán. Otros inventos de la época fueron la Beemans Chewing Gum, desarrollada por el médico Edward Beeman, con peptina añadida para facilitar la digestión, la goma Dentyne del dentista Franklin V. Canning (1889) y los Chiclets (chicles con cobertura de caramelo). En 1888, Adams fabricó además la primera máquina de expendio automático de chicles.
En 1915 William Wrigley Jr, el fundador de la marca Wrigley's, tuvo la ocurrencia de enviar por correo tres tabletas de su chicle de menta a todas las personas que aparecían en las guías de teléfonos de todas las ciudades de los Estados Unidos. El éxito rotundo de la idea le granjeó el primer lugar en ventas durante mucho tiempo.

## Fruto
Manilkara zapota se cultiva también por su fruto comestible, similar a la ciruela. Su pulpa es parda, translúcida y muy dulce. El color de la cáscara es café claro, el de la pulpa, naranja claro, y el de la semilla, negro.
En México, esta fruta es comercializada con dos nombres: chicozapote, simplemente zapote y chupeta, esta última palabra que proviene del náhuatl y significa zapote de miel, precisamente por ser el más dulce de los frutos que producen los árboles de la familia de las sapotáceas.
En Guatemala también se cultiva con este último nombre y se comercializa ampliamente por todo el territorio guatemalteco. Incluso se utiliza su madera para elaborar adornos artesanales y esculturas con formas muy diversas: ruinas mayas, armadillos (en Guatemala: hueche), jaguares, tucanes y muchas formas más relacionadas con la diversidad de cultura y fauna guatemalteca.
En Venezuela el fruto se le conoce con el nombre de níspero y es muy común en las zonas occidentales, como la región zuliana. En la República Dominicana, norte de Colombia y Panamá también se lo denomina níspero. En Canarias se le llama sapodilla.
En Asia su cultivo está muy extendido y al fruto se le conoce como chikoo.

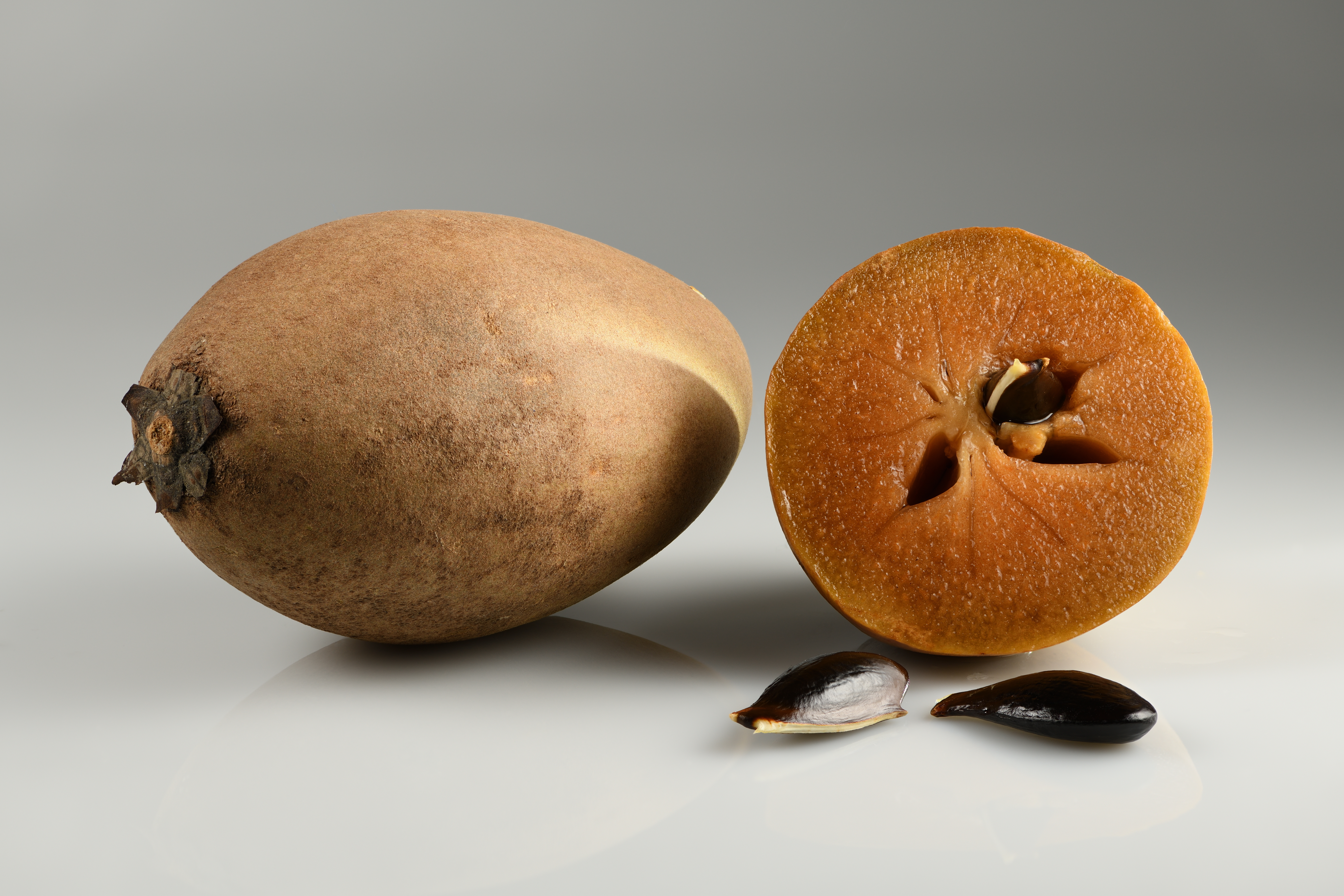
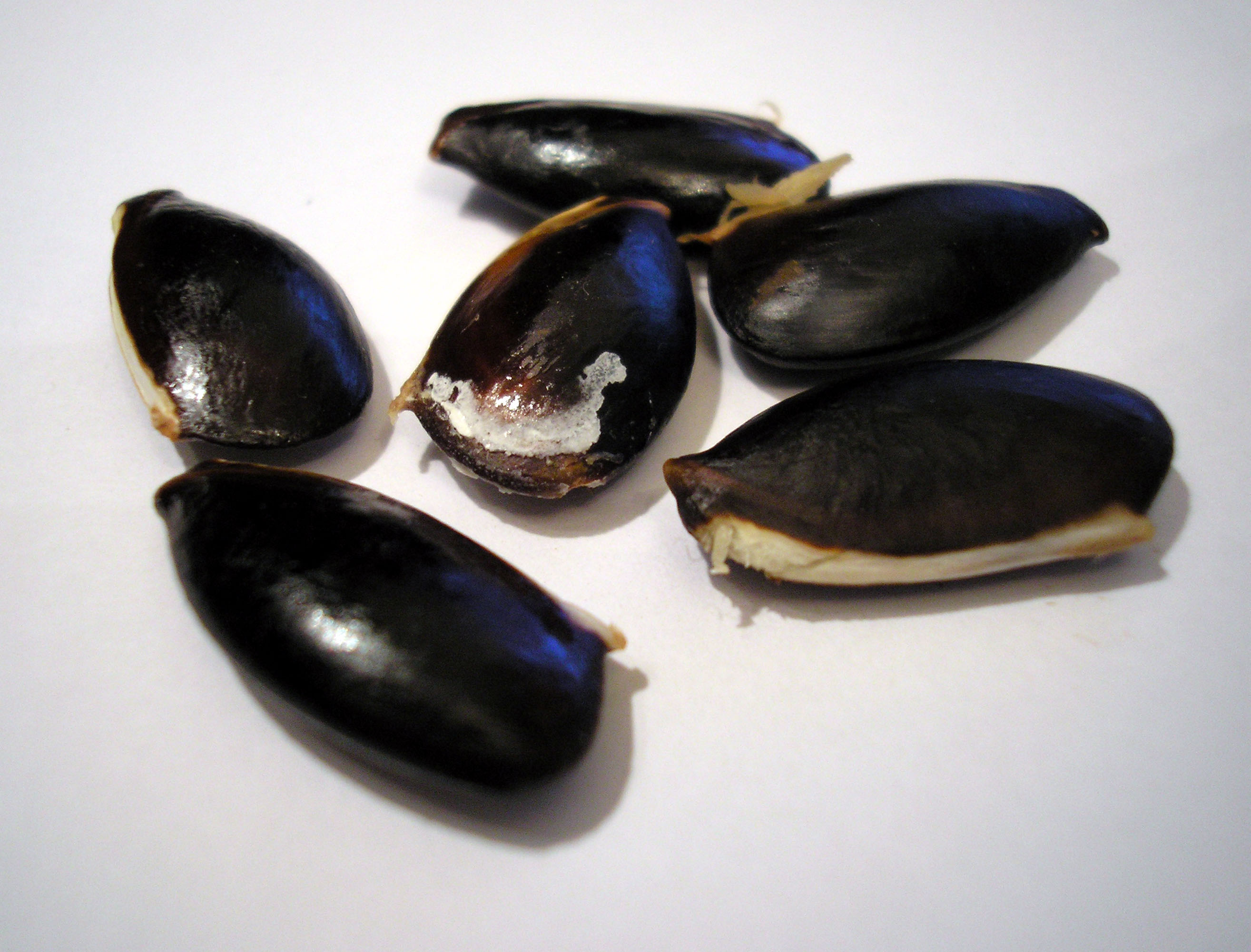
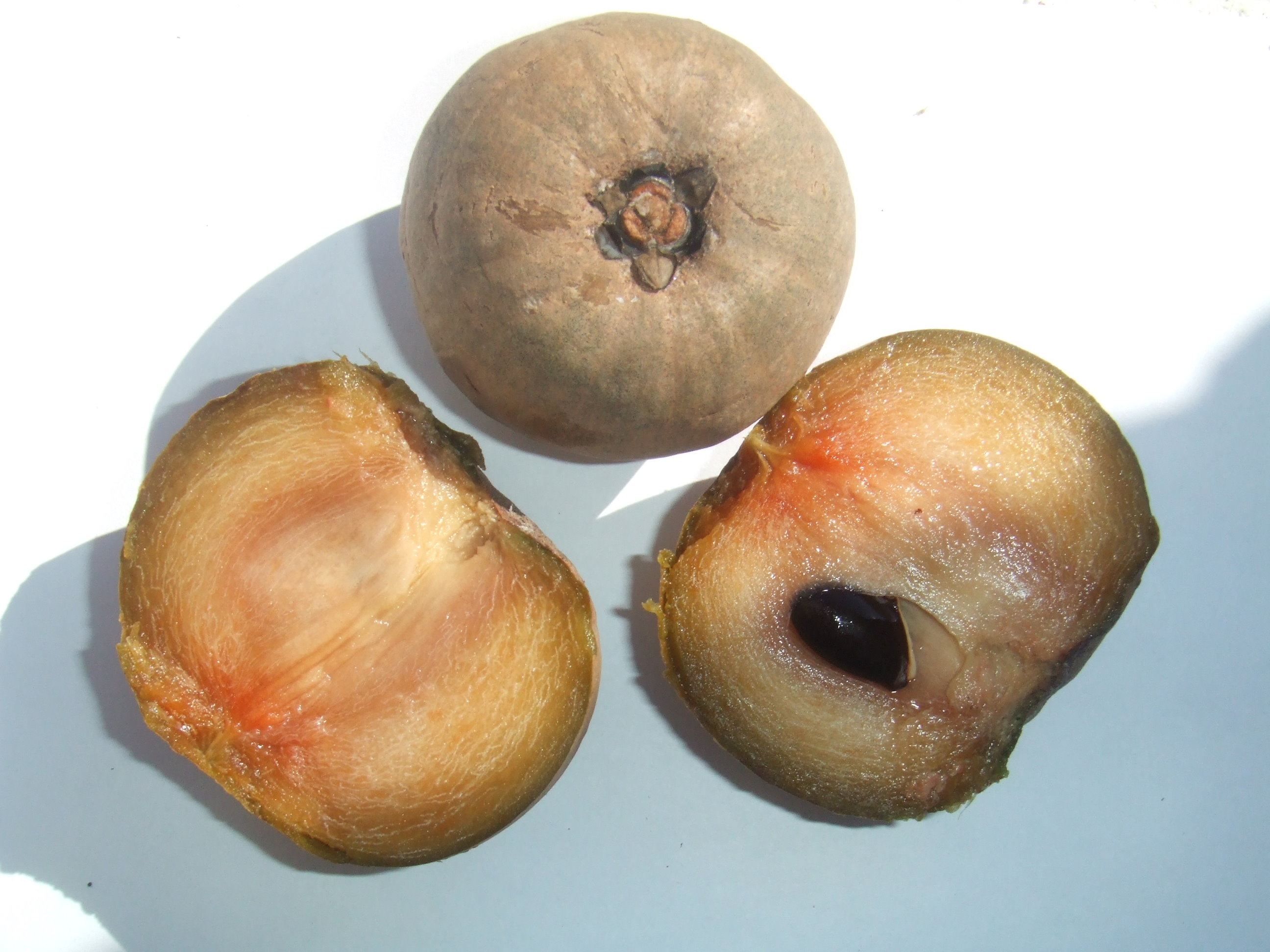
Fruto entero y cortado por la mitad.
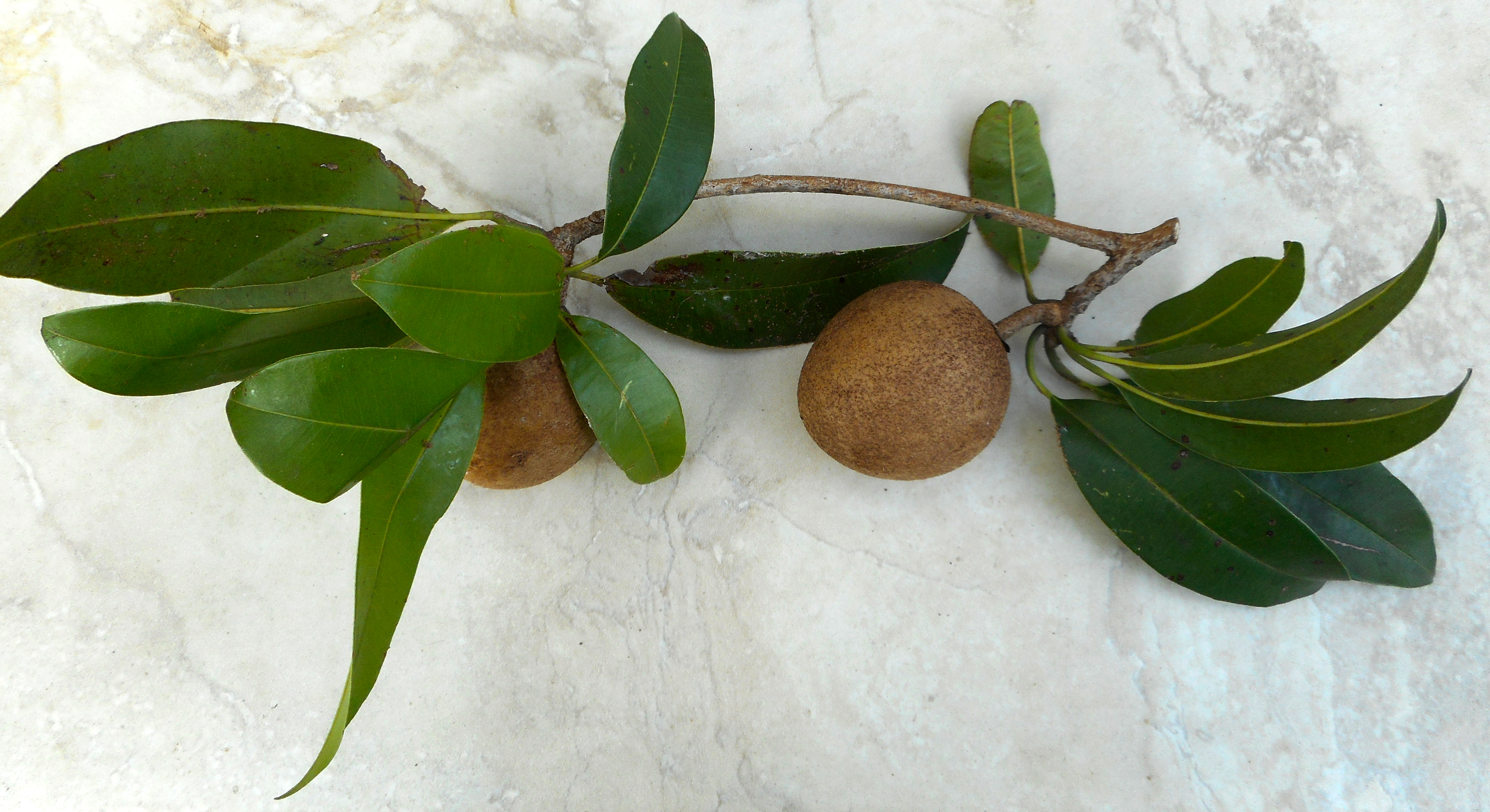
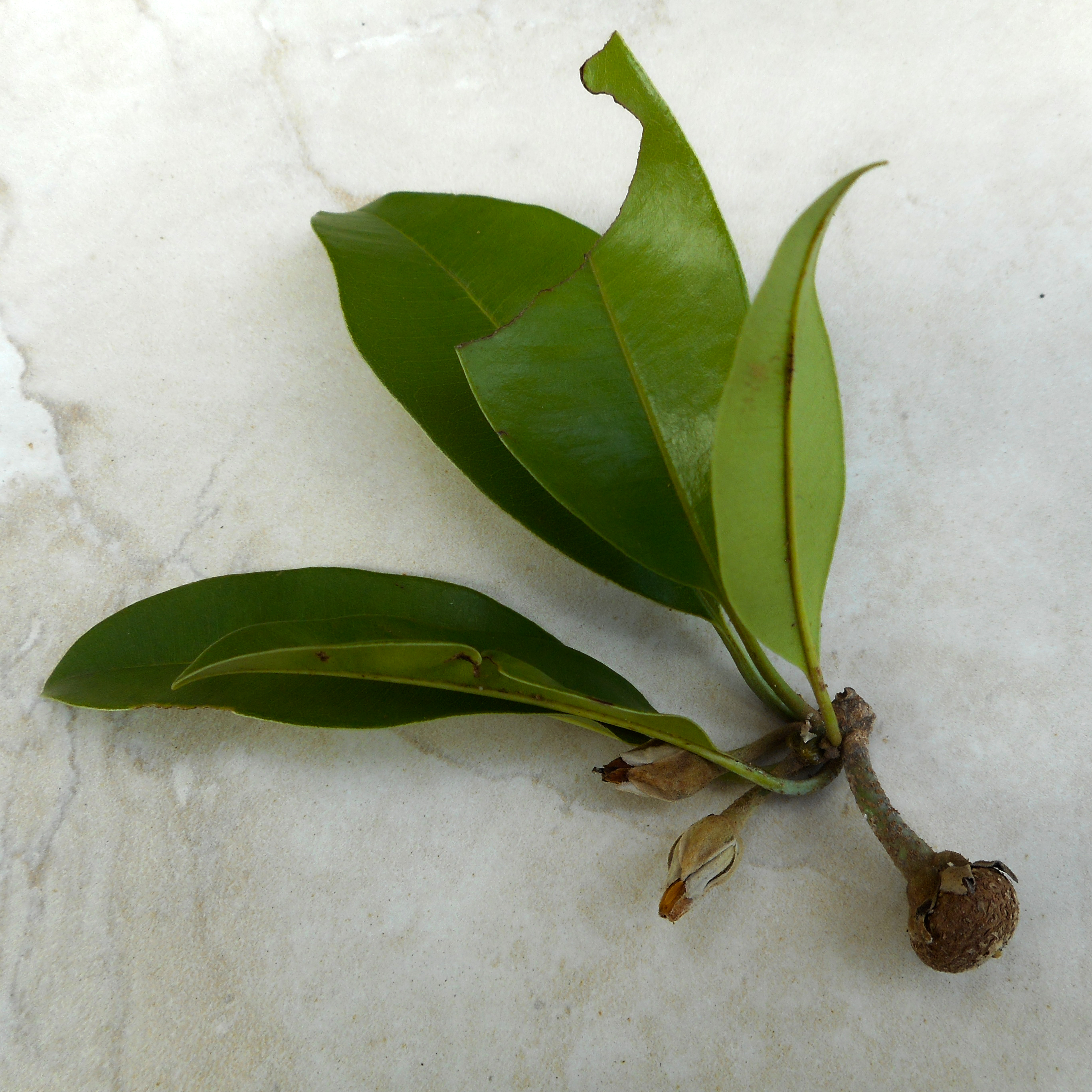
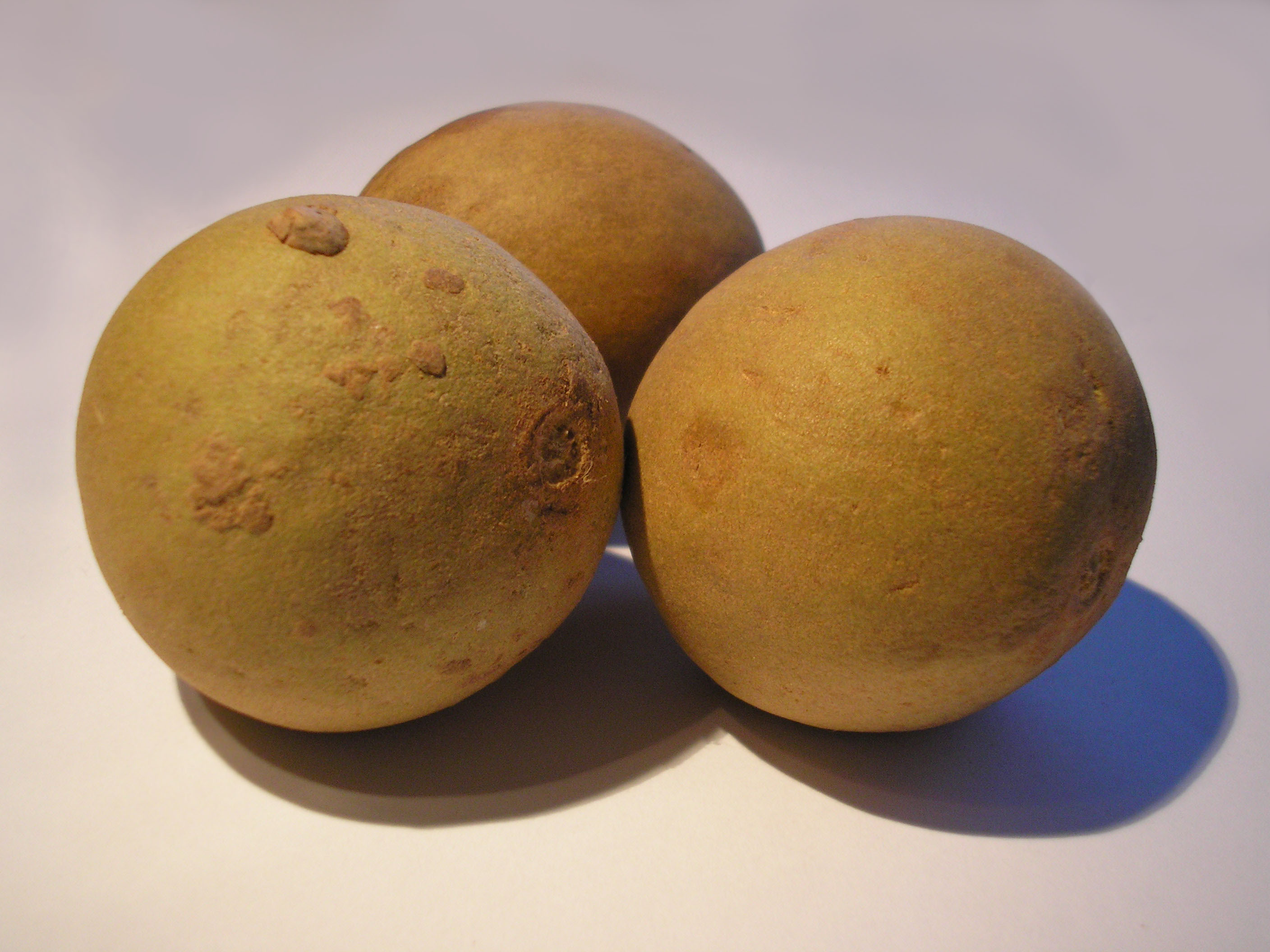

## Usos
La fruta es comestible y una de las favoritas en las Américas tropicales. El chicle de la corteza se usa para hacer goma de mascar.

## Estudios médicos

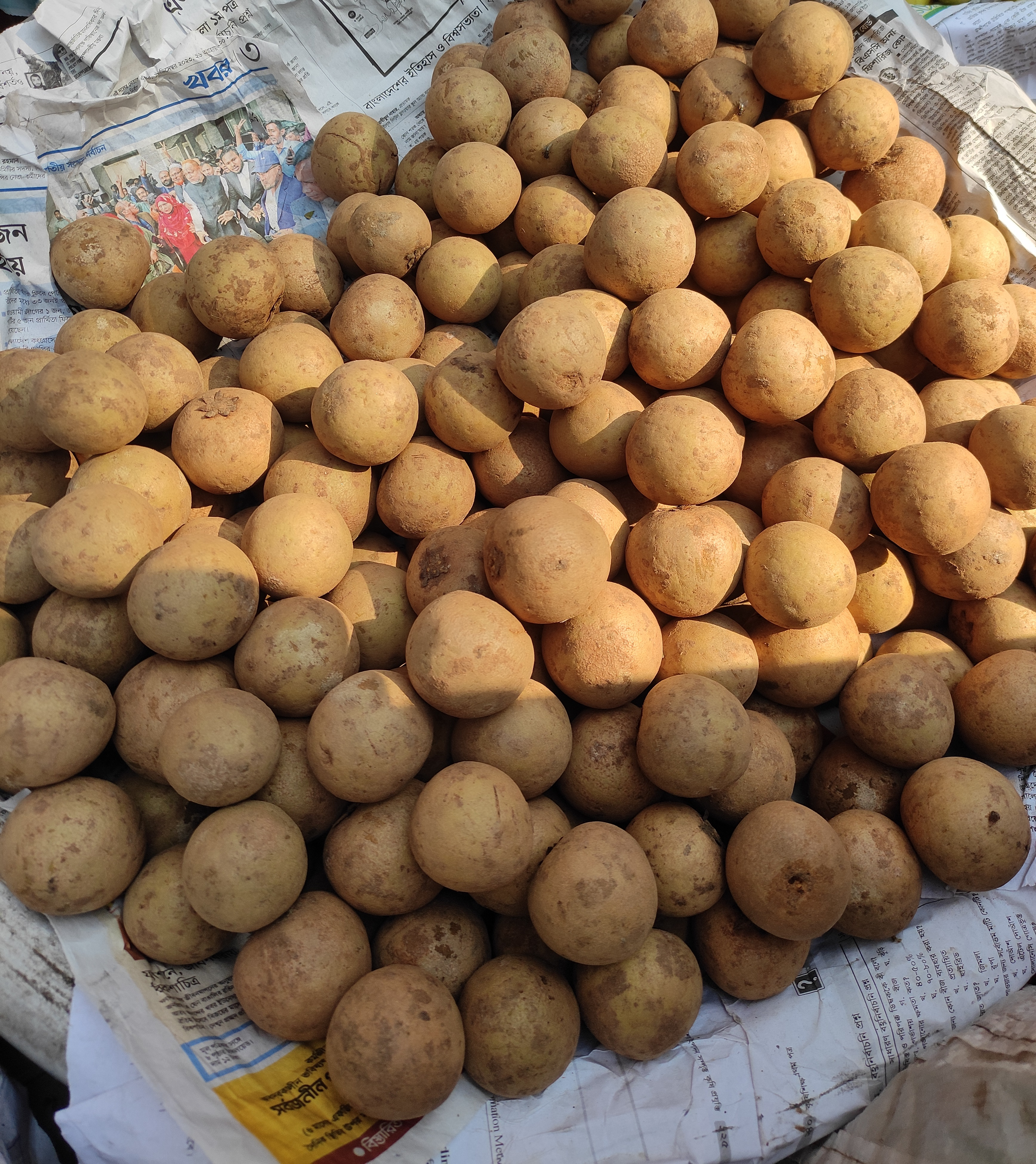
Varias Manilkara zapota.

Los compuestos extraídos de las hojas mostraron efectos antidiabéticos, antioxidantes e hipocolesterolémicos.
El extracto de acetona de las semillas tiene actividades antibacterianas, específicamente contra ciertas cepas de las especies Pseudomonas oleovorans y Vibrio cholerae. También, según varios médicos, el árbol Manilkara zapota contiene un bajo nivel de serina (un aminoácido situado en las proteínas). Este aminoácido se encuentra en las proteínas del chicle.
Un estudio analizó el efecto del extracto del fruto sobre la actividad de la colagenasa y la elastasa, dos enzimas que se encargan de desintegrar, respectivamente, el colágeno y la elastina de los tejidos; los resultados muestran que la actividad de ésta enzimas se inhibe con el extracto de chicozapote, lo cual puede tener repercusiones en el tratamiento de algunas patologías vinculadas a ellas y en la prevención del fotoenvejecimiento dérmico.

## Taxonomía
La especie fue descrita inicialmente como Achras zapota por Carlos Linneo y publicada en Species Plantarum 2: 1190, en 1753, actualmente, es tanto un sinónimo como el basónimo de esta; y ulteriormente, sería transferida al género Manilkara por Pieter van Royen en Blumea 7(2): 410, en 1953.

#### Etimología
Manilkara: nombre genérico latinizado proveniente del vocablo malabar (o malayam) manil-kara, usado como nombre vernáculo para designar a la especie Manilkara kauki, en la región de Malabar, en el suroeste de la India, y reportado por Hendrik Adriaan van Rheede.
zapota: epíteto que proviene del vocablo náhuatl tzápotl; "fruto de sabor dulce", y alude al nombre popular de la fruta.

## Nombres comunes
- Chicozapote de México, chiquizapote de México, Níspero de Cuba, mamey de Filipinas, mamey de México, níspero de Nicaragua, níspero del Perú, níspero en el Caribe colombiano, níspero de Venezuela, sapote (pequeño) de las Antillas, sapote grande de las Antillas, sapotillo de las Antillas, tezontzapotl de México, zapote blanco de México, zapote de las Antillas, zapote pequeño, zapotillo de las Antillas.[19]